# Tetragnatha argyroides
Tetragnatha argyroides är en spindelart som beskrevs av Cândido Firmino de Mello-Leitão 1945. 
Tetragnatha argyroides ingår i släktet sträckkäkspindlar, och familjen käkspindlar. Inga underarter finns listade i Catalogue of Life.